# Actinidia venosa
Actinidia venosa là một loài thực vật có hoa trong họ Dương đào. Loài này được Rehder mô tả khoa học đầu tiên năm 1915.